# 20-а танкова дивизия (Вермахт)
20-а танкова дивизия (на немски: 20. Panzer-Division) е една от танковите дивизии на Вермахта по време на Втората световна война.

## История
20-а танкова дивизия е сформирана през октомври 1940 г. Участва в боевете на германо-съветския фронт като част от група армии „Център“. През лятото на 1941 г. се сражава под Смоленск. Тогава завзема Витебск. След това участва в битката при Москва, а през юли 1943 г. в операция Орел. Понася тежки загуби по време на съветската лятна офанзива през 1944 г. През август същата година е прехвърлена в Румъния. През ноември е прехвърлена в Източна Прусия, а през декември в Унгария. След това се изтегля на запад и е окончателно разбита от Червената армия през май 1945 г.

## Състав
От 1941 г.
- 21-ви танков полк (трибатальонен полк, от августа 1941 г. – двубатальонен)
- 20-а моторизирана бригада
  - 59-и моторизиран полк
  - 112-и моторизиран полк
- 92-ри артилерийски полк
- 20-и моторизиран батальон
- 92-ри разузнавателен батальон
- 92-ри противотанков батальон
- 92-ра сапьорска бригада
- 92-ри свързочен батальон
- Тилови части

22 юни дивизията е снабдена с 44 танка Pz.I, 31 танка Pz.II, 121 чешки танк LT vz.38, 31 танка Pz.IV и два командни танка на база Pz.38 (т); общо 229 танка.
От 1943 г.
- 21-ви танков полк
- 59-и гренадирски полк
- 112-и гренадирски полк
- 92-ри артилерийски полк
- 20-и разузнавателен батальон
- 92-ри противотанков батальон
- 295-и зенитно-артилерийски батальон
- 92-ра сапьорска бригада
- 92-ри свързочен батальон
- Тилови части

## Командири
- Генерал на танковите войски Хорст Щумпф – (13 ноември 1940 – 10 септември 1941 г.)
- Генерал-лейтенант Георг фон Бисмарк – (10 септември 1941 – 14 октомври 1941 г.)
- Генерал на танковите войски Вилхелм Ритер фон Тома – (14 октомври 1941 – 1 юли 1942 г.)
- Генерал-лейтенант Валтер Дюверт – (1 юли 1942 – 1 октомври 1942 г.)
- Генерал на танковите войски Хайнрих Фрайер фон Лютвиц – (1 октомври 1942 – 5 май 1943 г.)
- Генерал на танковите войски Мортимер фон Кесел – (5 май 1943 – 1 януари 1944 г.)
- Генерал-лейтенант Вернер Маркс – (1 януари 1944 – 7 февруари 1944 г.)
- Генерал на танковите войски Мортимер фон Кесел – (7 февруари 1944 – 6 ноември 1944 г.)
- Генерал-майор Херман фон Опелн-Брониковски – (6 ноември 1944 – 8 май 1945 г.)